# Elmer L. Fulton

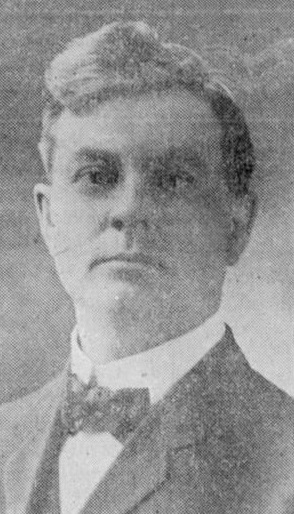
Elmer L. Fulton

Elmer Lincoln Fulton (* 22. April 1865 in Magnolia, Harrison County, Iowa; † 4. Oktober 1939 in Oklahoma City, Oklahoma) war ein US-amerikanischer Politiker. Zwischen 1907 und 1909 vertrat er den 2. Kongresswahlbezirk von Oklahoma im US-Repräsentantenhaus.

## Werdegang
Im Jahr 1870 zog Elmer Fulton mit seinen Eltern nach Nebraska, wo sich die Familie in Pawnee City niederließ. Fulton besuchte die öffentlichen Schulen seiner neuen Heimat und danach das Tabor College. Nach einem Jurastudium und seiner 1895 erfolgten Zulassung als Rechtsanwalt begann er in Pawnee City in seinem neuen Beruf zu arbeiten.
Im Jahr 1901 zog Elmer Fulton nach Stillwater im Oklahoma-Territorium, wo er ebenfalls als Rechtsanwalt praktizierte. Politisch wurde er Mitglied der Demokratischen Partei. Nach dem Beitritt Oklahomas zur Union wurde er im zweiten Wahlbezirk des neuen Staates in das US-Repräsentantenhaus gewählt. Dort übte er sein Mandat zwischen vom 16. November 1907 bis zum 3. März 1909 aus. Im Jahr 1908 unterlag er dem Republikaner Dick Thompson Morgan.
Nach dem Ende seiner Zeit im Kongress arbeitete Fulton als Rechtsanwalt in Oklahoma City. Zwischen 1919 und 1922 war er stellvertretender Attorney General von Oklahoma. Danach arbeitete er wieder als Rechtsanwalt. Elmer Fulton starb im Oktober 1939 in Oklahoma City, wurde aber in St. Louis beigesetzt. Er war der jüngere Bruder von Charles William Fulton, der zwischen 1903 und 1906 für den Staat Oregon im US-Senat saß.